# Jacques-François de Rancé
Jacques-François de Rancé (Paris, 16 mars 1769 - Dreux, 26 février 1839) est un auteur dramatique du début du XIXe siècle.

## Biographie
Librettiste actif essentiellement avec Emmanuel Théaulon, il s'agit peut-être d'un pseudonyme non encore identifié. Ses pièces ont été représentées à l'Opéra-Comique et au Théâtre-Français.

## Œuvres
- Les Rosières, opéra-comique en trois actes et en prose, avec Théaulon, 1817
- Partie et Revanche, comédie en un acte et en vers, 1818
- Blanche de Provence, opéra en 3 actes, avec Théaulon, musique de Henri-Montan Berton, François-Adrien Boïeldieu, Luigi Cherubini, Rodolphe Kreutzer et Ferdinando Paër, 1821
- Le Duc d'Aquitaine ou le Retour, a propos en 1 acte mêlé d'ariettes, arrangé pour le piano, avec Emmanuel Théaulon et Théodore d'Artois, musique du Félix Blangini, 1823
- Le Laboureur ou Tout pour le roi ! Tout pour la France !, comédie en un acte et en prose, avec Théaulon et d'Artois, 1823
- Don Sanche ou le château d’amour, opéra féerie en 1 acte, avec Théaulon, musique de Franz Liszt, 1825
- Clovis ou le Premier Sacre, tragédie lyrique en cinq actes, 1825